# St-Nicolas-des-Champs (Paris)

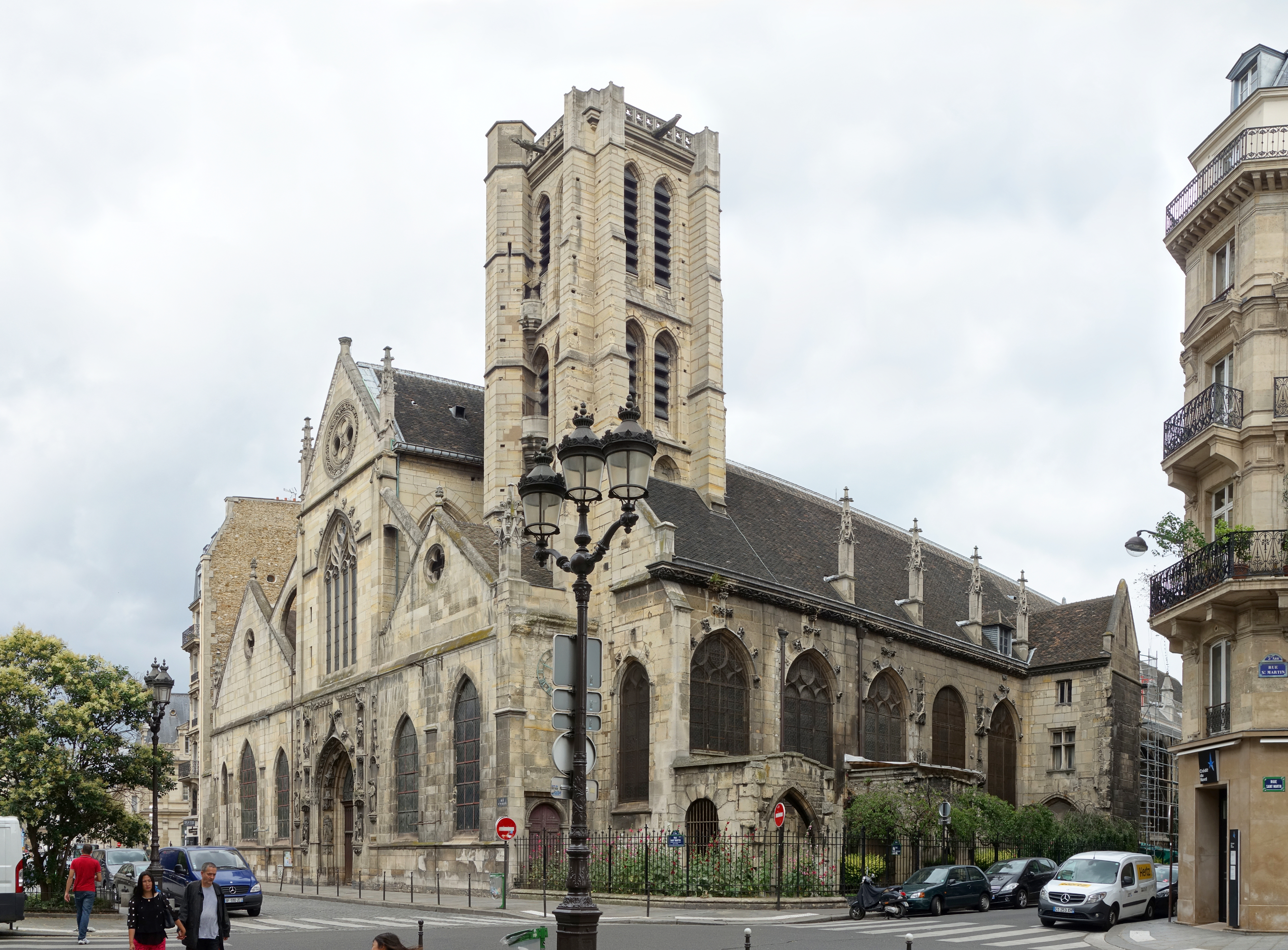
Saint-Nicolas-des-Champs

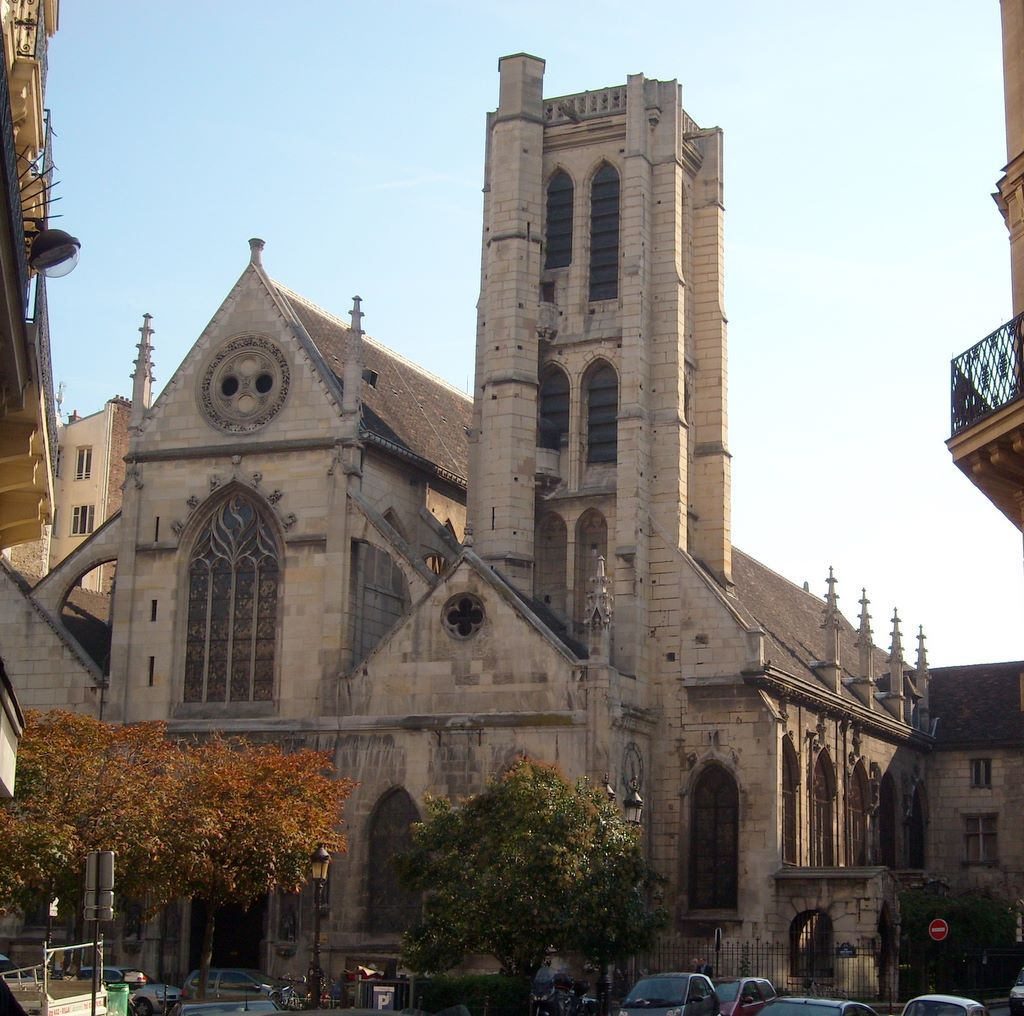
Westfassade

Die katholische Pfarrkirche Saint-Nicolas-des-Champs wurde im 15. Jahrhundert im Stil der Spätgotik errichtet. Sie befindet sich in der Rue Saint-Martin Nr. 254 im 3. Arrondissement von Paris. Die nächsten Metrostationen sind Réaumur – Sébastopol und Arts et Métiers der Linien 3, 4 und 11. 1887 wurde die Kirche in die Liste der französischen Baudenkmäler als Monument historique aufgenommen.

## Geschichte
Bereits gegen Ende des 11. Jahrhunderts errichtete die Abtei Saint-Martin-des-Champs eine dem heiligen Nikolaus geweihte Kapelle für die Handwerker und Bauern, die sich in der Umgebung angesiedelt hatten. In einer Bulle des Papstes Calixtus II. aus dem Jahr 1119 ist diese Kapelle Saint-Nicolas erwähnt, der Ende des 12./Anfang des 13. Jahrhunderts ein größerer Kirchenbau folgte, von dem nichts erhalten geblieben ist. 1184 wurde Saint-Nicolas-des-Champs Pfarrkirche. Die heutige Kirche wurde zwischen 1420 und 1480 errichtet und im 16. und Anfang des 17. Jahrhunderts vergrößert. 1615 waren diese Bauarbeiten abgeschlossen. 1668 erhöhte man den Turm um eine Etage. In der Mitte des 18. Jahrhunderts gestaltete man dem Zeitgeschmack entsprechend die Pfeiler des Chores zu kannelierten dorischen Säulen um und ersetzte die alten Bleiglasfenster durch weiße Scheiben.
Während der Französischen Revolution wurde die Kirche geschlossen und zum Tempel des Hymen und der Treue umgewandelt. 1802 wurde sie wieder für den Gottesdienst geweiht.

## Architektur

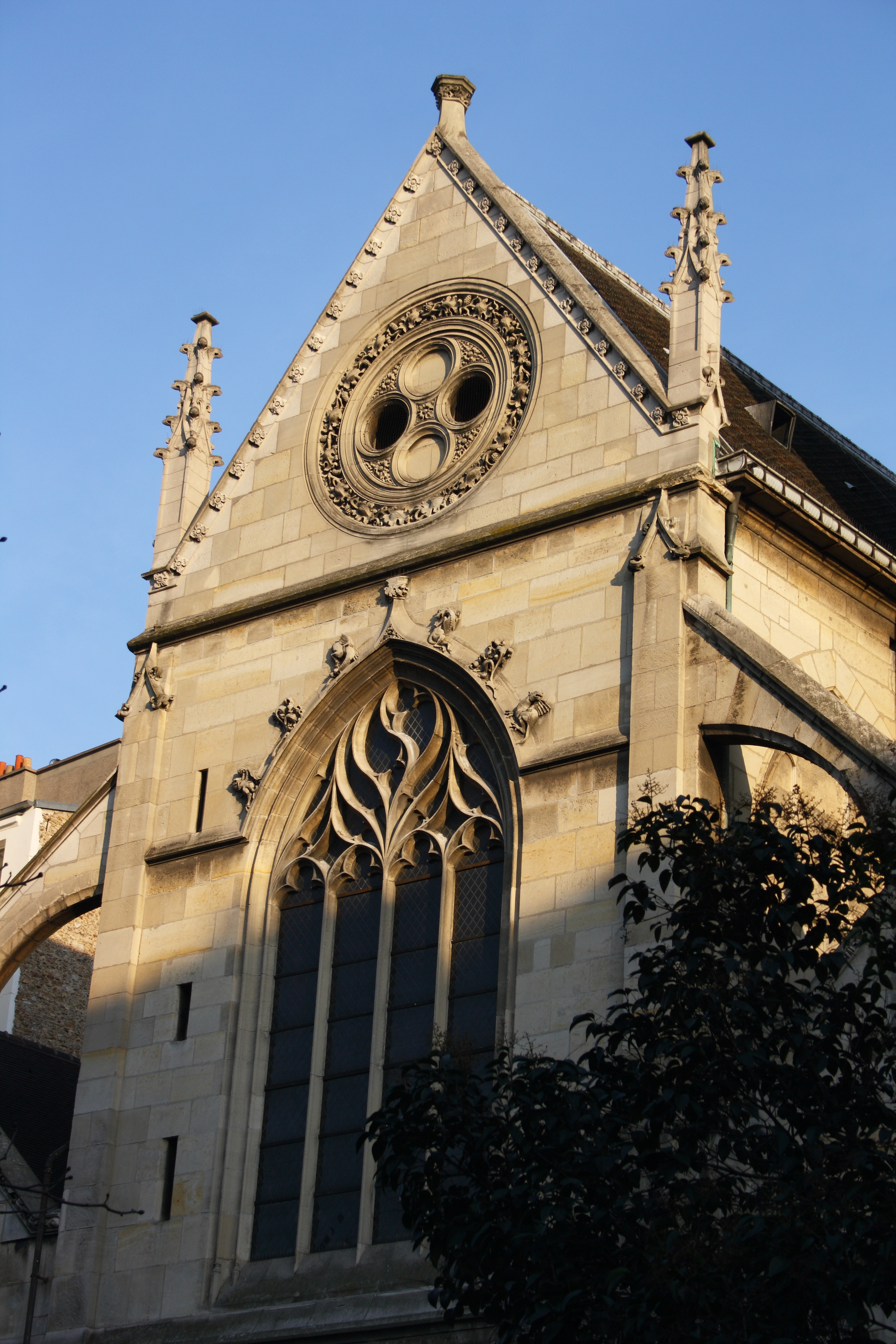
Westfassade mit Rosette und Maßwerkfenster

### Außenbau
Über dem südlichen Seitenschiff, hinter dem rechten Giebel zurückversetzt, erhebt sich der Glockenturm, dessen untere Stockwerke aus dem 15. Jahrhundert stammen. Er ist auf allen drei Etagen und auf allen vier Seiten von spitzbogigen, gekuppelten Klangarkaden durchbrochen. An seiner Westseite ist ihm ein schlanker sechseckiger Treppenturm vorgelagert. Der Giebel der Westfassade ist von einer Rosette durchbrochen. Darunter öffnet sich ein großes Spitzbogenfenster mit Maßwerk im Flamboyantstil.

#### Westportal
Das Westportal wird von einem mit Krabben und Fabelwesen besetzten Kielbogen überfangen und von Archivolten gerahmt. Auf den inneren Bogenläufen sind Engelsfiguren dargestellt, die unter kunstvollen Baldachinen sitzen und die Leidenswerkzeuge tragen. Die äußeren Bogenläufe sind mit Weinblättern und Trauben verziert. Die Skulpturen zu beiden Seiten des Portals wurden um 1843 von Louis Desprez ausgeführt und ersetzten die ursprünglichen, während der Revolution zerstörten Statuen. Sie stellen die Apostel Petrus und Paulus dar, die heilige Cäcilia, die Schutzheilige der Kirchenmusik, die heilige Genoveva, die Stadtpatronin von Paris, den heiligen Nikolaus und Johannes den Täufer.

#### Südportal

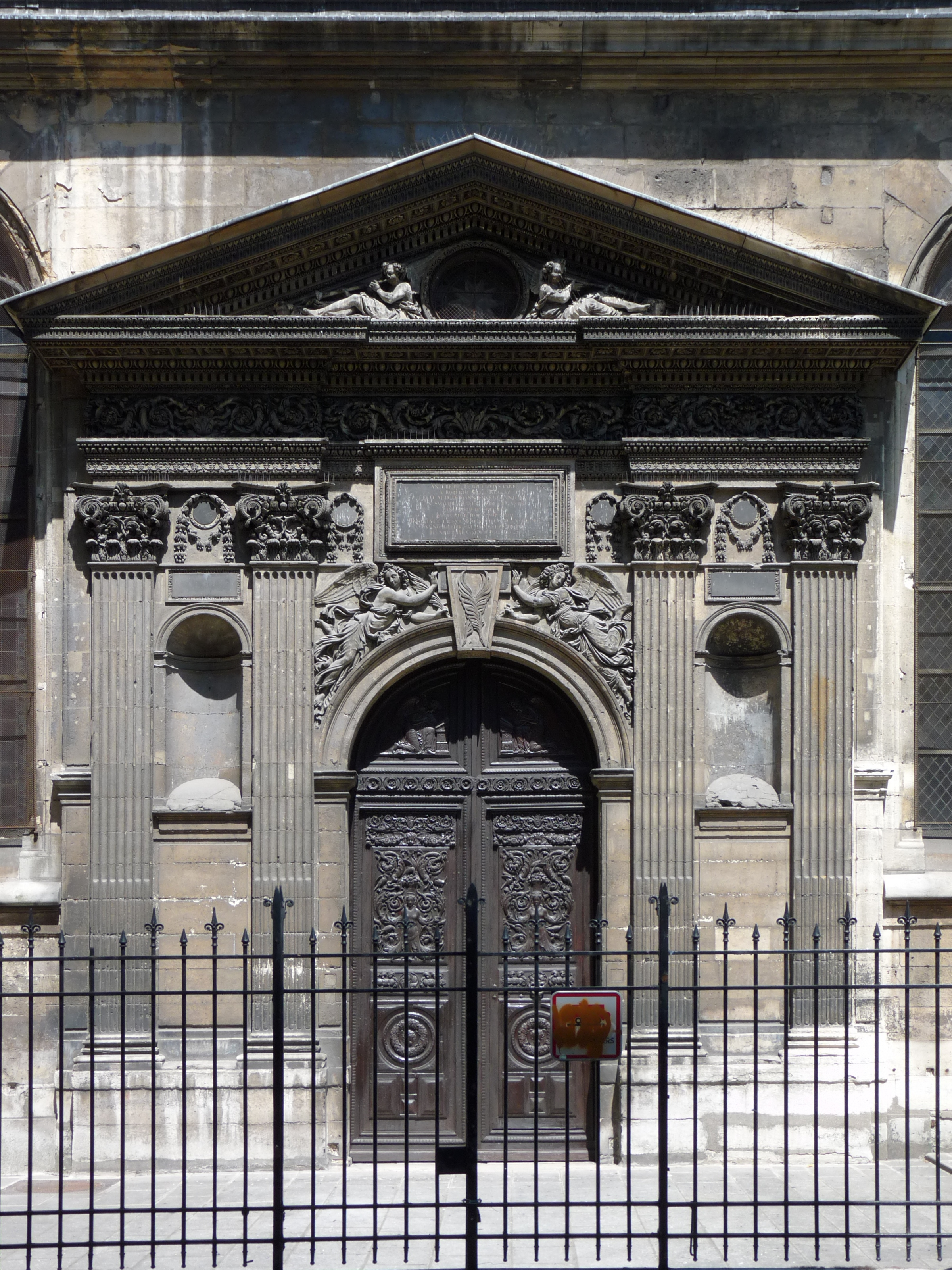
Renaissanceportal

Das Südportal wurde um 1580 nach Plänen von Philibert Delorme errichtet. Es wird von vier kannelierten Pilastern mit reich verzierten korinthischen Kapitellen gegliedert. Dazwischen befinden sich Medaillons aus schwarzem Marmor, von denen Girlanden ausgehen. Darüber verläuft ein Fries aus Arabesken, Eierstab und anderen Zierformen. Er wird von einem Dreiecksgiebel mit zwei musizierenden Engeln bekrönt. Die Bogenzwickel über dem Eingang sind mit Reliefs von Engelsfiguren gestaltet.

### Innenraum

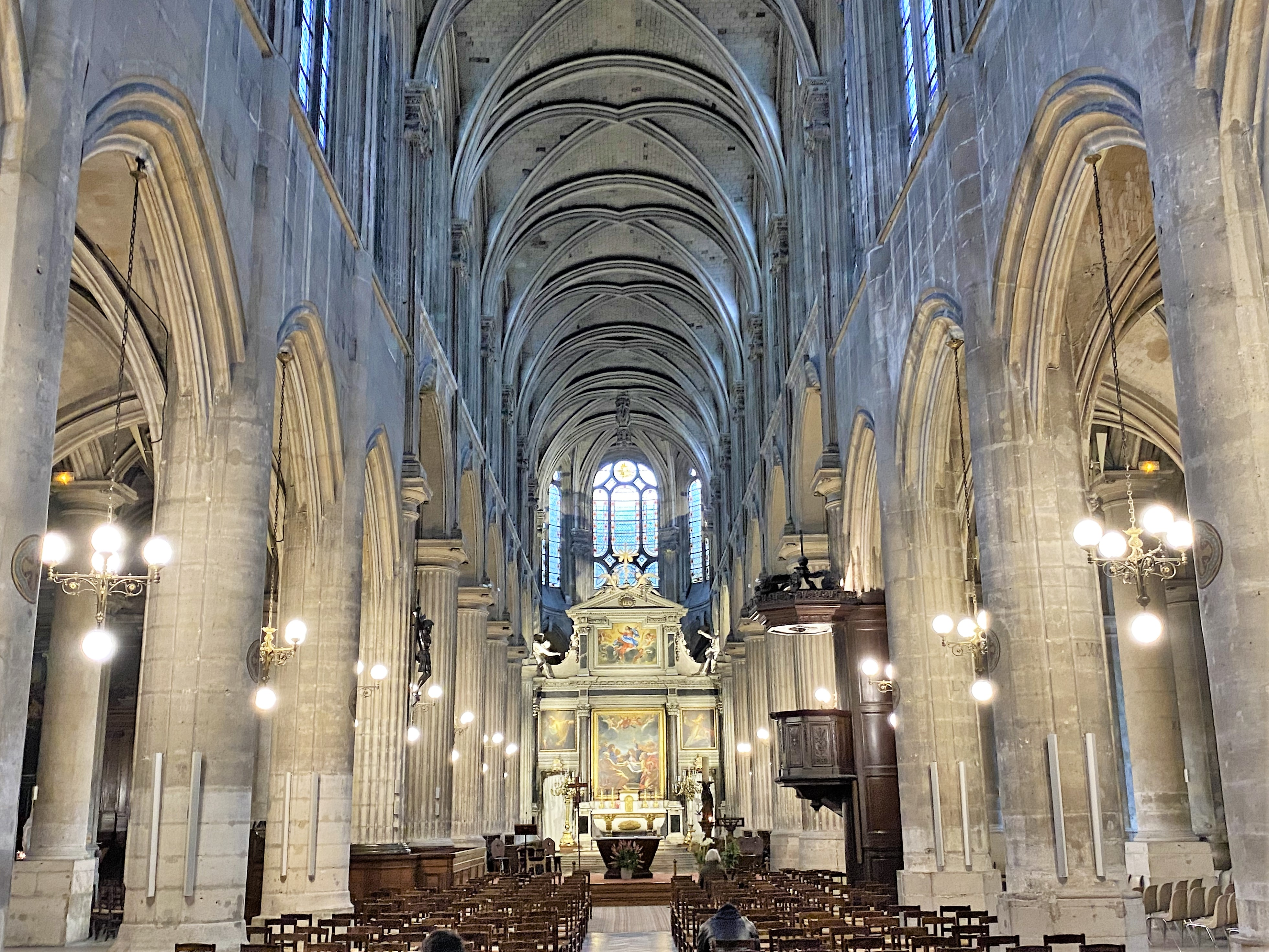
Kirchenschiff

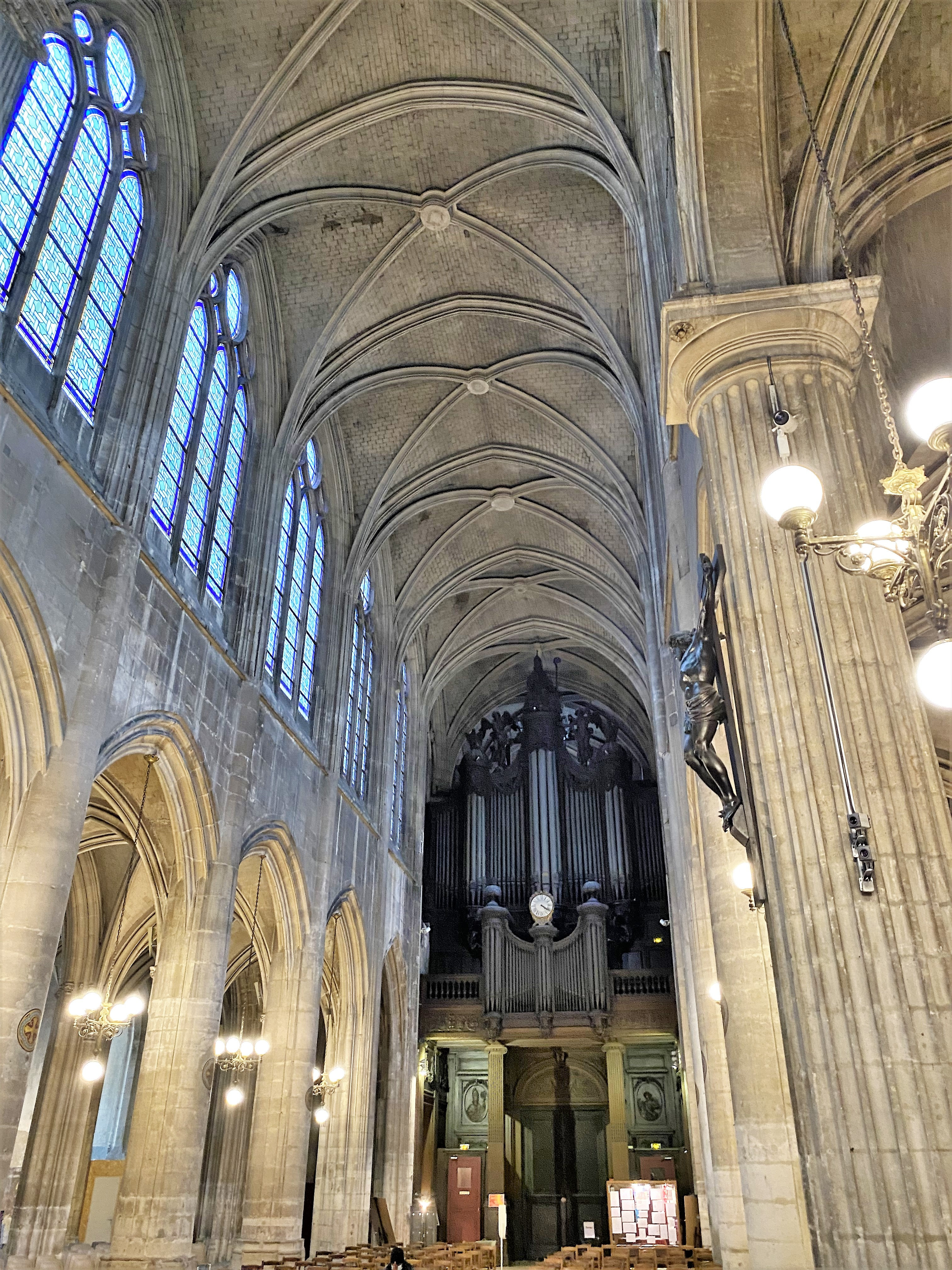
Innenraum mit Blick zur Orgel

Der Innenraum ist in fünf Schiffe und 13 Joche gegliedert. Die ersten sieben Joche des Hauptschiffes und des inneren südlichen Seitenschiffes stammen noch aus der gotischen Bauphase. Sie unterscheiden sich durch ihre spitzbogigen Arkaden von den vier östlichen Jochen, die Rundbogenarkaden besitzen und wie die beiden nördlichen Seitenschiffe und das äußere südliche Seitenschiff im 16. Jahrhundert hinzugefügt wurden. Die beiden letzten Joche und der Chor mit Chorumgang und Kapellen entstanden zwischen 1613 und 1615. Das zweigeschossige Mittelschiff ist mit einem Kreuzrippengewölbe gedeckt und mündet in den halbrund geschlossenen Chor, der im 18. Jahrhundert umgestaltet wurde. Ein Querhaus gibt es nicht.

## Ausstattung
- Der monumentale Hauptaltar aus Marmor wurde 1629 von dem Bildhauer Jacques Sarazin (1592–1660) geschaffen. Die Gemälde Les Apôtres au tombeau de la Vierge (Die Apostel am Grab Mariens) und L'Assomption de la Vierge (Himmelfahrt Mariens) wurden von Simon Vouet (1590–1649) ausgeführt.

Die Kirche ist mit zahlreichen Gemälden ausgestattet:
- L'Ascension (Christi Himmelfahrt), von Claude Vignon (1593–1670), im rechten Seitenschiff
- Sainte Geneviève gardant ses moutons (Die heilige Genoveva hütet Schafe), von Étienne Jeaurat (1699–1789), Altarbild in der Genovevakapelle
- Le Baptême du Christ (Taufe Christi), von Gaudenzio Ferrari (1484–1546), in der Nikolauskapelle des Chorumgangs
- La Circoncision (Beschneidung), von Louis Finson (1580–1617), in der Reliquienkapelle des Chorumgangs
- La Vierge de la famille de Vic (Die Jungfrau der Familie Vic), von Frans Pourbus dem Jüngeren (1569–1622), in der Annenkapelle
- L'Assomption (Himmelfahrt Mariens), L'Annonciation (Verkündigung), Le Christ ressuscité apparaissant à sa mère (Der Auferstandene erscheint seiner Mutter), von Georges Lallemant (um 1575–1636), Deckengemälde der Annenkapelle
- La Circoncision (Beschneidung), von Giovanni Battista Trotti (1555–1619), in der Erlöserkapelle
- La Vierge de la Pitié (Pietà), von Georges Lallemant, im nördlichen Seitenschiff
- L'Adoration des Bergers (Anbetung der Hirten), von Noël-Nicolas Coypel (1690–1734), in der Marienkapelle

## Orgeln

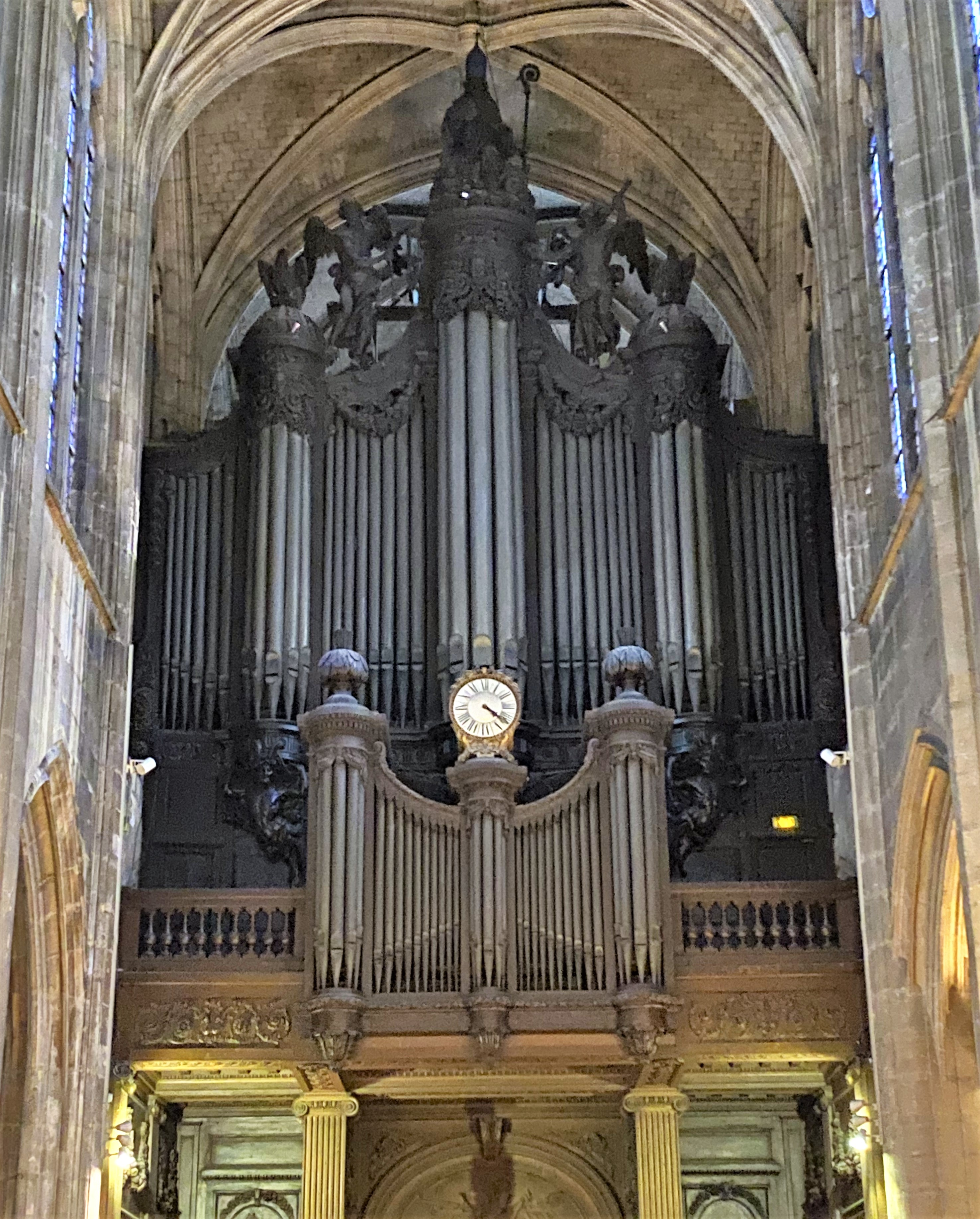
Hauptorgel mit Rückpositiv

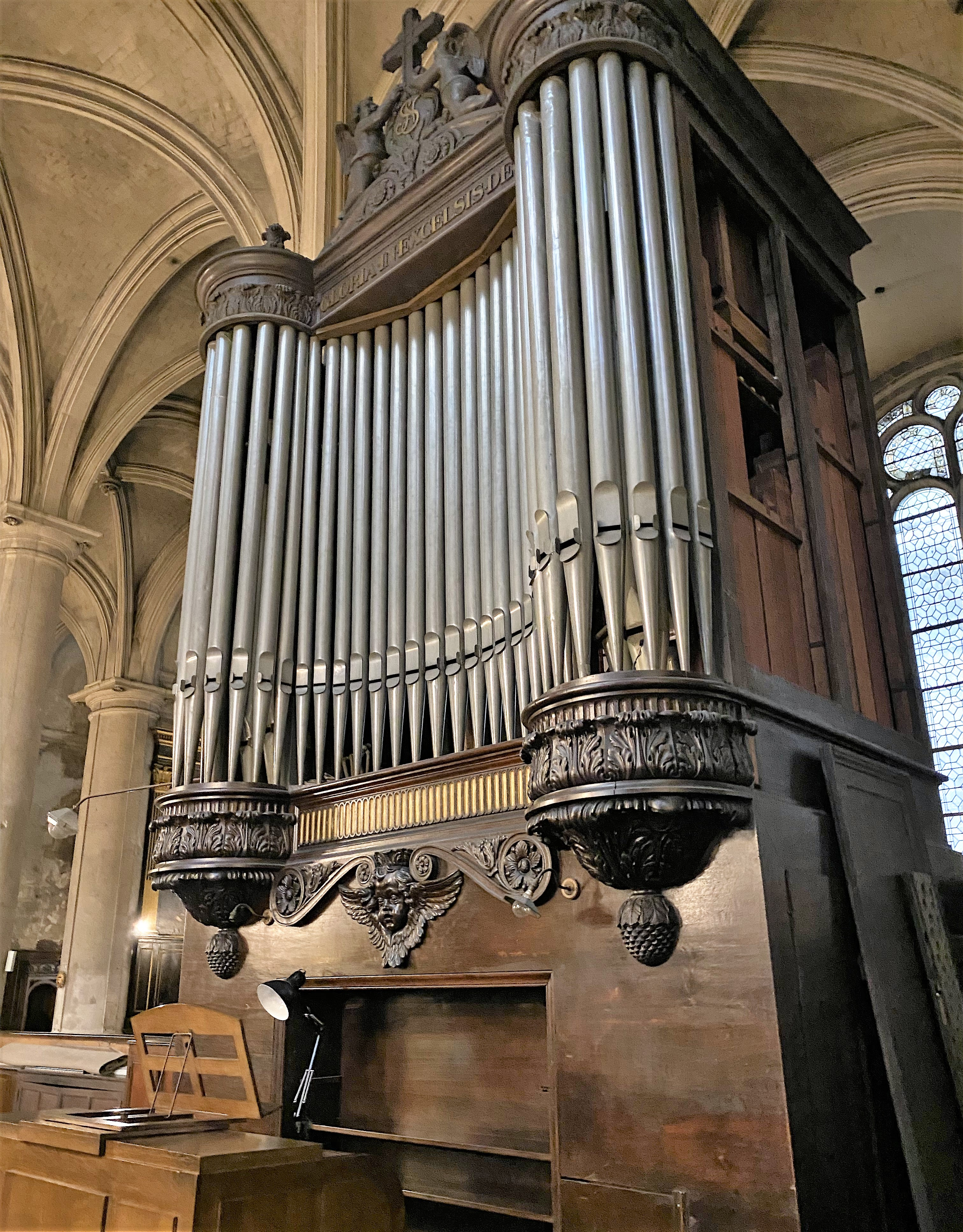
Chororgel

Die Hauptorgel ist ein Werk des Orgelbauers François-Henri Clicquot und stammt aus dem Jahr 1777. 1930 wurde sie von Victor Gonzalez erneuert. Sie wird bekrönt von einer Skulptur des heiligen Nikolaus, den musizierende Engel umgeben. 1905 wurde der Orgelprospekt, 1927 der instrumentale Teil in die Liste der Monuments historiques aufgenommen. Das Instrument hat 58 Register auf fünf Manualen und Pedal. Die Spiel- und Registertrakturen sind mechanisch. Das Instrument befindet sich zurzeit in einem unspielbaren Zustand.
| I Positif C–g3 |               |        |
| 1.             | Montre        | 8′     |
| 2.             | Bourdon       | 8′     |
| 3.             | 1e Flûte      | 8′     |
| 4.             | 2e Flûte      | 8′     |
| 5.             | Prestant      | 4′     |
| 6.             | Nasard        | 2 ⁄3′  |
| 7.             | Doublette     | 2′     |
| 8.             | Tierce        | 1 3⁄5′ |
| 9.             | Cornet V      | 8′     |
| 10.            | Plein-jeu III |        |
| 11.            | Hautbois      | 8′     |
| 12.            | Cromorne      | 8′     |
| 13.            | Trompette     | 8′     |
| 14.            | Clairon       | 4′     |

| II Grand Orgue C–g3 |               |        |
| 15.                 | Montre        | 16′    |
| 16.                 | Bourdon       | 16′    |
| 17.                 | Montre        | 8′     |
| 18.                 | Flûte         | 8′     |
| 19.                 | Bourdon-Flûte | 8′     |
| 20.                 | Gros Nasard   | 5 1⁄3′ |
| 21.                 | Prestant      | 4′     |
| 22.                 | Grosse Tierce | 3 1⁄5′ |
| 23.                 | Nasard        | 2 ⁄3′  |
| 24.                 | Doublette     | 2′     |
| 25.                 | Tierce        | 1 3⁄5′ |
| 26.                 | Cornet V      | 8′     |
| 27.                 | Plein-jeu IV  |        |
| 28.                 | 1e Trompette  | 8′     |
| 29.                 | 2e Trompette  | 8′     |
| 30.                 | Voix humaine  | 8′     |
| 31.                 | Clairon       | 4′     |

| III Récit expressif C–g3 |              |     |
| 32.                      | Bourdon      | 8′  |
| 33.                      | Flûte        | 8′  |
| 34.                      | Dulciane     | 8′  |
| 35.                      | Voix céleste | 8′  |
| 36.                      | Flûte        | 4′  |
| 37.                      | Flageolet    | 2′  |
| 38.                      | Plein-jeu V  |     |
| 39.                      | Cornet IV    |     |
| 40.                      | Bombarde     | 16′ |
| 41.                      | Trompette    | 8′  |
| 42.                      | Hautbois     | 8′  |
| 43.                      | Clairon      | 4′  |

| IV Bombarde C–g3 |                       |     |
| 44.              | Bombarde              | 16′ |
| 45.              | Trompette de bombarde | 8′  |

| V Écho C–g3 |           |    |
| 46.         | Bourdon   | 8′ |
| 47.         | Flûte     | 8′ |
| 48.         | Trompette | 8′ |

| Pedale C–g1 |           |     |
| 49.         | Soubasse  | 16′ |
| 50.         | Flûte     | 16′ |
| 51.         | Bourdon   | 8′  |
| 52.         | Flûte     | 8′  |
| 53.         | Flûte     | 4′  |
| 54.         | Bombarde  | 16′ |
| 55.         | Trompette | 8′  |
| 56.         | Clairon   | 4′  |

- Koppeln: I/II, III/II, IV/II, I/P, II/P, III/P

An dieser Orgel war Louis Braille, der Erfinder der nach ihm benannten Blindenschrift, als Organist tätig.

## Bestattungen
In der Kirche sind berühmte Persönlichkeiten beigesetzt wie Guillaume Budé, Théophile de Viau, Pierre Gassendi und Madeleine de Scudéry.